# (1931) Čapek
(1931) Čapek es un asteroide que forma parte del cinturón de asteroides y fue descubierto por Luboš Kohoutek desde el observatorio de Hamburgo-Bergedorf, Alemania, el 22 de agosto de 1969.

## Designación y nombre
Čapek recibió al principio la designación de 1969 QB.
Más tarde se nombró en honor del escritor checo Karel Čapek (1890-1938).

## Características orbitales
Čapek orbita a una distancia media de 2,54 ua del Sol, pudiendo alejarse hasta 3,232 ua. Su inclinación orbital es 8,249° y la excentricidad 0,2724. Emplea 1479 días en completar una órbita alrededor del Sol.